# Mayo (Maryland)
Mayo és una concentració de població designada pel cens dels Estats Units a l'estat de Maryland. Segons el cens del 2000 tenia 3.153 habitants.

## Demografia
Segons el cens del 2000, Mayo tenia 3.153 habitants, 1.195 habitatges, i 862 famílies. La densitat de població era de 479,3 habitants per km².
Dels 1.195 habitatges en un 33,2% hi vivien nens de menys de 18 anys, en un 61,6% hi vivien parelles casades, en un 6,5% dones solteres, i en un 27,8% no eren unitats familiars. En el 20,7% dels habitatges hi vivien persones soles el 6,5% de les quals corresponia a persones de 65 anys o més que vivien soles. El nombre mitjà de persones vivint en cada habitatge era de 2,64 i el nombre mitjà de persones que vivien en cada família era de 3,06.
Per edats la població es repartia de la següent manera: un 25% tenia menys de 18 anys, un 5,3% entre 18 i 24, un 32% entre 25 i 44, un 26,4% de 45 a 60 i un 11,3% 65 anys o més.
L'edat mediana era de 38 anys. Per cada 100 dones de 18 o més anys hi havia 98,2 homes.
La renda mediana per habitatge era de 70.909 $ i la renda mediana per família de 81.634 $. Els homes tenien una renda mediana de 47.500 $ mentre que les dones 36.450 $. La renda per capita de la població era de 30.552 $. Entorn de l'1,8% de les famílies i el 2,8% de la població estaven per davall del llindar de pobresa.

## Poblacions més properes
El següent diagrama mostra les poblacions més properes.